# عملية عناقيد الغضب
عملية عناقيد الغضب هو الاسم الرمزي الذي أطلقه الجيش الإسرائيلي على هجوم عسكري خاطف (يسميه حزب الله بحرب نيسان) ضد لبنان في 1996 لمدة ستّة عشر يوم في محاولة لإنْهاء قصف حزب الله لشمال إسرائيل.
قامت إسرائيل بأكثر من 1100 غارة جوية وقصف شامل (حوالي 25132 قذيفةَ). وقد قُصف موقع للأمم المتحدة أثناء ذلك مما أدى إلى مقتل 118 مدني لبناني.
استهدفت 639 هجمة صاروخية لحزب الله شمال إسرائيل، خصوصاً بلدة كريات شمونة وقد شاركت قوات حزب الله أيضاً في الاشتباكات العديدة مع القوات الإسرائيلية وقوات جيش لبنان الجنوبي.
توقف النزاع في 27 أبريل/نيسان باتفاقية وقف إطلاق نار تمنع الهجمات على المدنيين.

## الخلفية التاريخية
بعد هجمات حدودية عديدة قامت بها قوات الاحتلال الإسرائيلية على جنوب لبنان غزا جيش الاحتلال الإسرائيلي لبنان للمرة الثانية في 1982، بادئاً حرب لبنان عام 1982 وبعد ثلاثة شهور احتل الجيش الإسرائيلي العاصمة اللبنانية بيروت ثم انسحب الجيش الإسرائيلي جزئياً على مدى ثلاثة أعوام حتى أسس في عام 1985 ما أطلق عليه اسم «منطقة عازلة أمنية» في جنوب لبنان.
ولم تتوقف عمليات المقاومة المسلحة منذ ذلك الوقت وفي عام 1993 ردّت إسرائيل بهجوم ضخم ضد لبنان (عملية المسئولية) لعرقَلَة أعمالِ حزب الله، قوة المقاومة الرئيسية.
ولم تنجح الحملة العسكرية تماماً حيث استمر حزب الله في مهاجمة الأهداف في كلاً من لبنان وشمال إسرائيل، بما في ذلك القوات المسلحة الإسرائيلية، جيشِ جنوب لبنان ومناطقِ مدنية. وقام الجيش الإسرائيلي في الكثير من الأوقات بقصف أهداف قريبة من أو بداخل مناطق مدنية مما أدّى إلى مصرع الكثير من المدنيين.
في أبريل/نيسانِ 1996، قررت إسرائيل أن تحاول مرة أخرى إخضاع حزب الله، وبدأت عملية عناقيد الغضب.

## سبب الحرب
كان الصراع شديداً بين الجيش الإسرائيلي وجيش لبنان الجنوبي من ناحية وحزب الله والميليشيات الأخرى (مثل أمل) من ناحية ولكنه كان محدداً في الأهداف العسكرية والمنطقة التي تسيطر عليها إسرائيل في جنوب لبنان حتى أواخر شهر مارس/آذار 1996.
في 30 مارس لقي شخصان مصرعهما بقذيفة إسرائيلية عندما كان يعملان في برج للماء في يافر بلبنان وردّ حزب الله بإطلاق 20 صاروخَ على شمال إسرائيل وصرح الجيش الإسرائيلي بأن الهجوم وقع خطأ. وبعد ذلك انفجرت قنبلة أدت إلى مقتل طفل لبناني عمره 14 عاماً وإصابة ثلاثة آخرين في قرية برعشيت فقام الحزب بإطلاق 30 صاروخ على شمال إسرائيل في 9 أبريل/نيسان.
في 11 أبريل أعلن المسؤولين الإسرائيليين عملية عناقيد الغضب كعمل وقائي وانتقامي لقصف حزب الله، الذي جرح ستة مدنيين إسرائيليينِ.

## النتائج
قامت إسرائيل بغارات جوية، على أهداف تضمنت قاذفات الكاتيوشا وتجهيزات ورجال حزب الله، بالإضافة إلى مركبات وبناء تحتي مدني ادعت إسرائيل إنها كَأنت تستعمل للأغراضِ العسكرية.
وكَانت الهجمات مصحوبة بإذاعة تَحث السكان على الهروب من المنطقةَ وفي بعض الأماكن فرّ ما بين 100000 إلى 200000 ساكن من مناطقهم. وبنفس النمط، أعلن حزب الله بالراديو بأن المدنيين الإسرائيليينِ يجِب أَن يهربوا من شمال إسرائيل، مسبباً هروب حوالي 300000 من الحدود الشمالية لإسرائيل.
بِداية من 13 أبريل/نيسان، حاصرت إسرائيل موانئ بيروت وصيدا وصور. وقُرب بيروت قُصِفَ موقع عسكري سوري في 12 أبريل/نيسان بالطائرات الإسرائيليةِ، مما أدّى إلى موت جندي واحد وجرح سبعة آخرين.
و في 14 و 15أبريل/نيسان هوجمت محطتي طاقة كهربائيةَ في منطقة الجمهور في بيروت.
إجمالياً استشهد حوالي 154 مدني (منظمة الدفاع عن حقوق الإنسان 1997) إلى 170 لبناني (اللجنة الدولية للصليب الأحمر 1997) في لبنان في الهجمات، يتضمن ذلك أكثر من 106 مدني استشهدوا في مجزرة قانا و 9 مدنيين قَتلوا في هجوم في النبطية عندما قصفت طائرات حربية إسرائيلية بناية من طابقِينِ حيث كَانوا نائمين. إدّّعى الجيش الإسرائيلي أنّ النيران المضادة للطائرات كَأنت موجهة نحو طائراتها من المنطقة المحيطة بالبناية. ولم تستطيع منظمة العفو الدولية تأكيد سواء كَأنت هذه الإدّعاءات حقيقية أم لا.
جُرح حوالي 350 مدني في لبنان (منظمة الدفاع عن حقوق الإنسان 1997) وجرح 62 مدني إسرائيلي في إسرائيل.
كان حجم الدمار الذي أصاب البنية التحتية اللبنانية خطيراً حيث دُمّرت جسور ومحطات طاقة رئيسية ووفقاً لتقرير منظمة الدفاع عن حقوق الإنسان هيومن رايتس ووتش 2018 بيت وبناية في جنوب لبنان أمّا حطّمت بالكامل أَو قَصفت بشدَة.
الخسارة الاقتصادية الكليّة للبنان قدرت ب500 مليون دولار مِن قِبل الاقتصادي مروان اسكندر (أُثبتت دقة هذا التقدير من قِبَل المركز اللبناني لدراسات السياسة): 140$ مليون في إعادة بناء البنية التحتية المتضرّرة، 30$ مليون لإيواء المشرّدين، 260$ في الناتجِ الاقتصاديِ المفقودِ، و 70$ في الخسائر بسبب تأخيرات في المشاريعِ الاقتصادية.
قدّرت إسرائيل الضرر الكلي الذي تحملته ب300 مليون دولار ابتداءً من الثلاثاء، 18 يوليو/تموز. في وقت سابق، قدّر الضرر في الملكية المدنية الإسرائيلية بحوالي 7 مليون دولار، والضرر غير المباشر لسياحة إسرائيل بحوالي 13 مليون دولار.
أطلق رئيس الوزراء الإسرائيلي شيمون بيريز حملة حادّة لإقْناع الشعب اللبناني بِأَن هذا العقابِ أصابهم بسبب وجود حزب الله المستمر ونشاطاته المعادية للجيش الإسرائيلي وبأنه يجب عليهم أن يُنكروا ويُفكّكوا حزب الله لكي تتَوَقُّف الهجمات الإسرائيلية. ولكن بسبب نشاطات حزب الله السياسية في الأعوام الماضية، ضَمَّ عملياً كامل صفوف المجتمعِ اللبنانيِ حوله. ولم يتم تجاهل ذكر «تَفكيك» حزب الله فحسب، ولكن الاتفاقيةَ — الموقّعة مِن قِبل لبنان، إسرائيل، الولايات المتحدة، فرنسا، وسوريا — سَمحَ لحزب الله بشكل مُحدّد بمُوَاصَلَة نشاطاته العسكرية ضد قوات جيش الاحتلال الإسرائيلي داخل الأراضي اللبنانية المحتلة.

## وقف إطلاق النار
تَراجعت الأعمال العدائية عن مستواها المتصاعد بعد الوصول إلى اتفاق وقف إطلاق نار إسرائيليِ لبنانيِ - اتفاقية مكتوبة شكلية - تحت الرعاية الدبلوماسية الأمريكية. أُعلن الاتفاق في الساعة 18:00,26 أبريل/نيسان 1996، وأصبحَ نافذ المفعول في الساعة 04:00 في 27 أبريل/نيسان. منعت الاتفاقية الهجمات الحدودية على الأهداف المدنية، بالإضافة إلى استعمال القُرى المدنية لشَنّ الهجمات.
بُدِأت لجنة مراقبة تطبيقِ اتفاقية عناقيد الغضب، مُشتملةً على ممثلين مِن الولايات المتحدة، فرنسا وسوريا وإسرائيل ولبنان وتَجتمع اللجنة لمراقَبة ومناقَشة انتهاكات الاتفاقية من الجانبينِ.